# A tétel
A tétel (eredeti cím: The Premise) 2021-es amerikai antológia drámasorozat, amelynek alkotója és főszereplője B. J. Novak.
Az Amerikai Egyesült Államokban 2021. szeptember 16-án az FX on Hulu, míg Magyarországon a Disney+ mutatta be 2022-ben.

## Ismertető
Minden epizód egy történetet mesél el, a világ aktuális problémájáról.

## Szereplők
| Szereplő        | Színész           | Magyar hang     |
| --------------- | ----------------- | --------------- |
| B. J. Novak     | B. J. Novak       | Szabó Máté      |
| Ethan Streiber  | Ben Platt         | Hamvas Dániel   |
| Eve Stone       | Ayo Edebiri       | Gáspár Kata     |
| Rayna Bradshaw  | Tracee Ellis Ross | Bertalan Ágnes  |
| Darren Williams | Jermaine Fowler   | Dér Zsolt       |
| Chase Milbrandt | Jon Bernthal      | Pál András      |
| Aaron           | Boyd Holbrook     | Simon Kornél    |
| William         | Beau Bridges      | Harsányi Gábor  |
| Trish           | Amy Landecker     | Spilák Klára    |
| Chase Milbrandt | Jon Bernthal      | Pál András      |
| Daniel Jung     | Daniel Dae Kim    | Epres Attila    |
| Eli Spector     | Eric Lange        | Kárpáti Levente |
| Charles         | Bryan Batt        | Megyeri János   |

### Magyar változat
- Magyar szöveg: Hanák János
- Hangmérnök: Nemes László
- Vágó: Simkóné Varga Erzsébet
- Gyártásvezető: Kéner Ágnes
- Szinkronrendező: Marton Bernadett
- Produkciós vezető: Kónya Andrea

A szinkront a Mafilm Audio Kft. készítette.

## Epizódok
| #  | #  | Eredeti cím                 | Magyar cím | Rendező       | Író                             | Eredeti premier      | Magyar premier   |
| -- | -- | --------------------------- | ---------- | ------------- | ------------------------------- | -------------------- | ---------------- |
| 1. | 1. | Social Justice Sex Tape     |            | Kitao Sakurai | B. J. Novak és Josie Duffy Rice | 2021. szeptember 16. | 2022. június 14. |
| 2. | 2. | Moment of Silence           |            | B. J. Novak   | B. J. Novak                     | 2021. szeptember 16. | 2022. június 14. |
| 3. | 3. | The Ballad of Jesse Wheeler |            | B. J. Novak   | B. J. Novak                     | 2021. szeptember 23. | 2022. június 14. |
| 4. | 4. | The Commenter               |            | Darya Zhuk    | Jia Tolentino és B. J. Novak    | 2021. szeptember 30. | 2022. június 14. |
| 5. | 5. | Butt Plug                   |            | Jake Schreier | B. J. Novak                     | 2021. október 7.     | 2022. június 14. |

## A sorozat készítése
2019 júliusában az FX megrende próbaepizódot, amelyet B. J. Novak alkotott. 2021 augusztusában bejelentették, a szereplőket. A zenét Emily Bear és Brooke Blair szerezte.